# Wolfgang Marxer
Wolfgang Marxer (* 4. November 1960 in St. Gallen) ist ein liechtensteinischer Politiker. Im Laufe seiner politischen Karriere gehörte er mehrfach dem liechtensteinischen Landtag an.

## Biografie
Marxer wurde 1993 erstmals in den Landtag des Fürstentums Liechtenstein gewählt. Zusammen mit Paul Vogt war er damit einer der ersten beiden Abgeordneten der Freien Liste. In der folgenden Wahl gelang es ihm nicht sein Mandat zu verteidigen. Von 2005 bis 2009 gehörte Marxer als Stellvertretender Abgeordneter erneut dem Landtag an. Im Februar 2013 wurde er erneut zum Abgeordneten gewählt. Bei der darauffolgenden Landtagswahl im Februar 2017 wurde er erneut zum Stellvertretender Abgeordneten gewählt. Im Februar 2021 trat er nicht mehr an und schied damit aus dem Landtag aus.
Marxer wurde Juni 2009 Präsident der Freien Liste und löste damit die Doppelspitze bestehen aus Claudia Heeb-Fleck und Egon Matt ab. 2013 verzichtete er auf eine erneute Kandidatur um sich auf seine Arbeit im Landtag zu konzentrieren. Den Parteivorsitz übernahmen Derya Kesci und Pepo Frick.